# Julian Maszyński

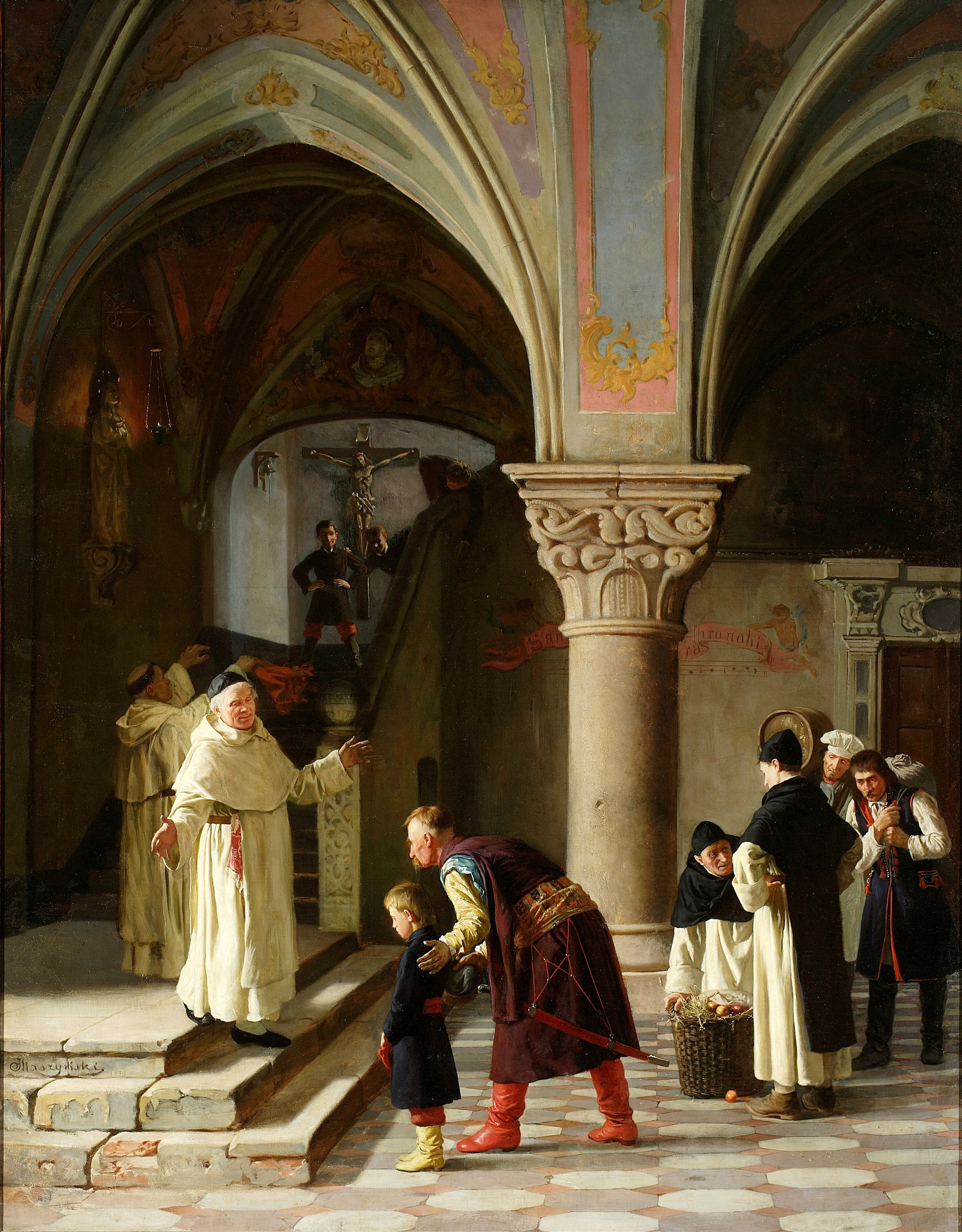
Przyjęcie do konwiktu, 1879

Julian Maszyński (ur. 19 kwietnia 1847 w Warszawie, zm. 14 lutego 1901 tamże) – polski malarz i ilustrator.
W latach 1865–1870 kształcił się na Wydziale Matematyczno-Fizycznym Szkoły Głównej w Warszawie, jednocześnie rozpoczął studia malarskie w Warszawskiej Klasie Rysunkowej u Wojciecha Gersona. 
Kontynuował studia malarskie od dnia 3. października 1871 na Akademii Sztuk Pięknych w Monachium pod kierunkiem Hermana Anschütza, Karla Piloty’ego, Alexandra Strähubera i Alexandra Wagnera. 
Po pobycie studialnym w Paryżu powrócił do Warszawy. Został też właścicielem majątku Mokra Wieś koło Radzymina.
W podróżach studialnych odwiedzał Algier, Ukrainę oraz wybrzeża Morza Północnego.
Był wiceprezesem Komitetu Towarzystwa Zachęty Sztuk Pięknych. 
Uczestniczył w wystawach w warszawskiej Zachęcie oraz we Lwowie, Krakowie, Poznaniu, Kijowie, Mińsku, Wilnie, Paryżu, Wiedniu, Berlinie, Chicago i Petersburgu. 
Malował sceny rodzajowe i historyczne, krajobrazy i portrety. Jako rysownik współpracował m.in. z „Tygodnikiem Ilustrowanym“. 
Był także autorem ilustracji książkowych, m.in. do powieści Zofii Urbanowskiej „Atlanta” i Elizy Orzeszkowej „Pieśń przerwana”.
Pochowany na Starych Powązkach w Warszawie (23-III-25/26).
Dzieła Maszyńskiego znajdują się w zbiorach Muzeum Narodowego w Krakowie, Warszawie, Poznaniu a także w Muzeum Sztuki w Wilnie.

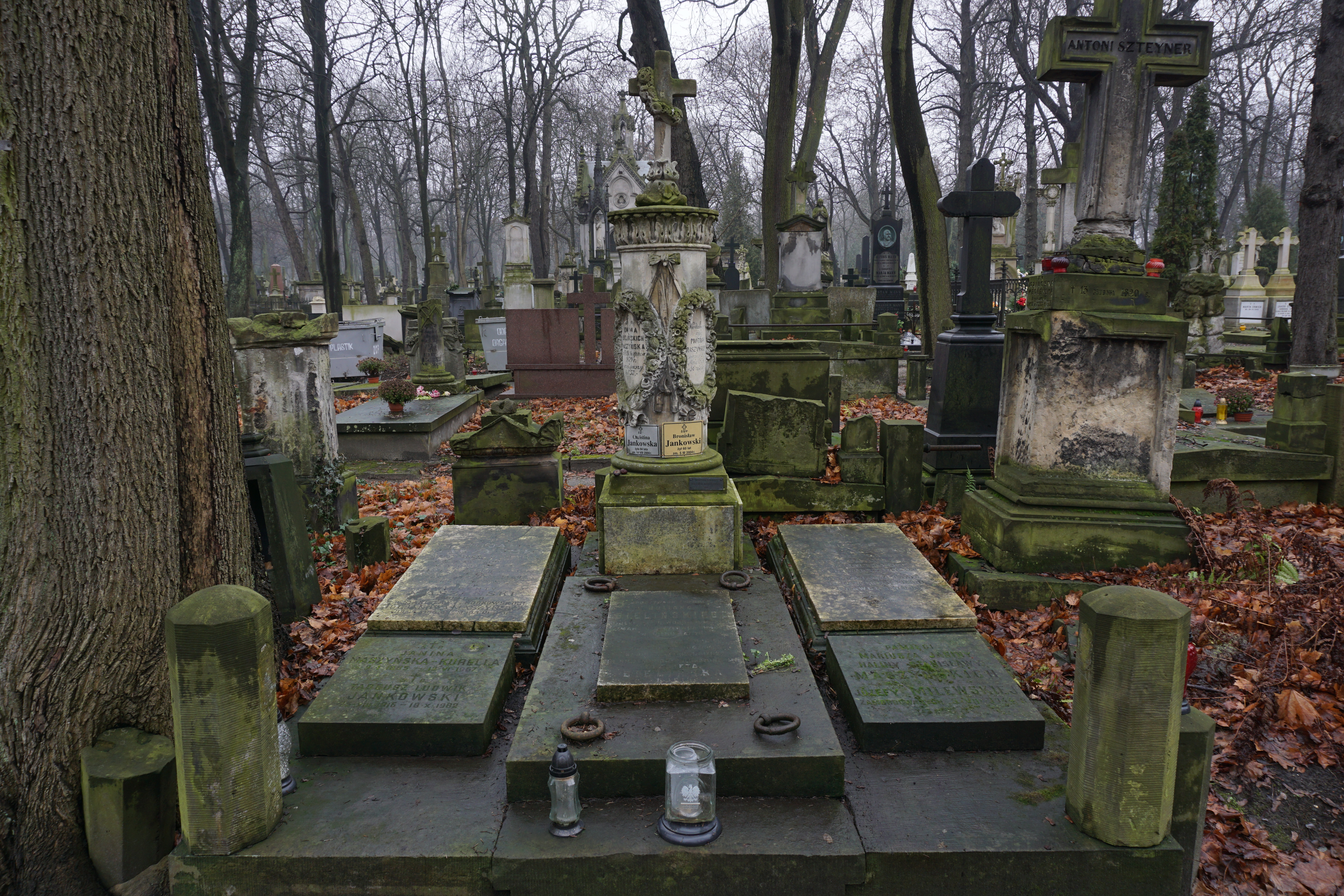
Grób Juliana Maszyńskiego na cmentarzu Powązkowskim